# Regioni della Bielorussia

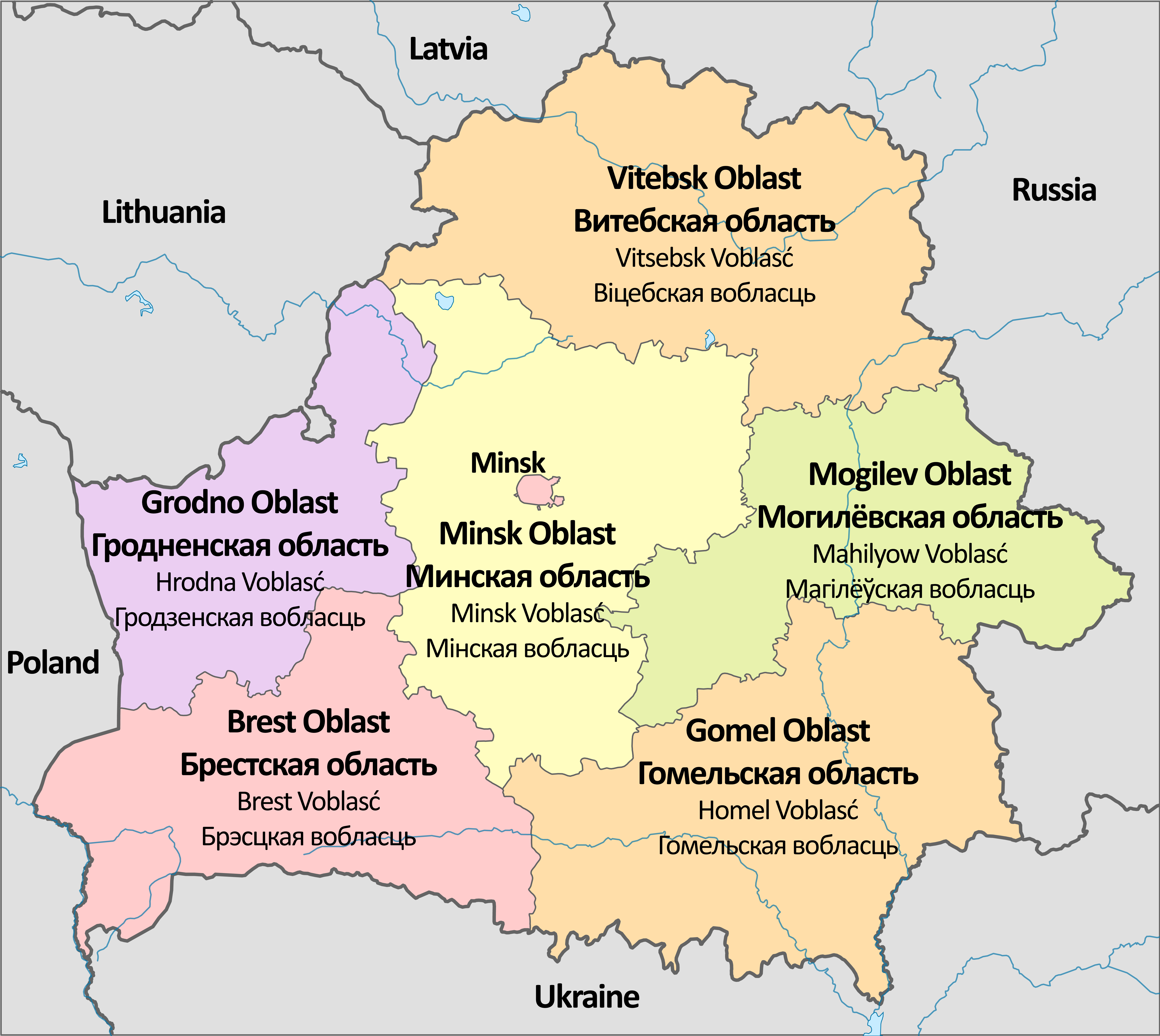
Regioni della Bielorussia

Le regioni della Bielorussia (in bielorusso вобласць?, voblasć; in russo область?, oblast') rappresentano la suddivisione territoriale di primo livello del Paese e sono in tutto sei, più la città autonoma di Minsk. Ciascuna regione si articola in distretti.
L'attuale suddivisione è stata ereditata dalla suddivisione della Repubblica Socialista Sovietica Bielorussa quando, come repubblica sovietica, faceva parte dell'Unione Sovietica.

## Lista
| Localizzazione | Stemma | Regione                                                               | Capoluogo | Popolazione (2024) | Superficie (km²) |
| -------------- | ------ | --------------------------------------------------------------------- | --------- | ------------------ | ---------------- |
|                |        | Regione di Brėst (BE) Брэсцкая вобласць (RU) Брестская область        | Brėst     | 1 308 569          | 32 790           |
|                |        | Regione di Homel' (BE) Гомельская вобласць (RU) Гомельская область    | Homel'    | 1 338 617          | 40 361           |
|                |        | Regione di Hrodna (BE) Гродзенская вобласць (RU) Гродненская область  | Hrodna    | 992 556            | 25 118           |
|                |        | Regione di Mahilëŭ (BE) Магілёўская вобласць (RU) Могилёвская область | Mahilëŭ   | 981 174            | 29 079           |
|                |        | Regione di Minsk (BE) Мінская вобласць (RU) Минская область           | Minsk     | 1 460 289          | 39 912           |
|                |        | Regione di Vicebsk (BE) Віцебская вобласць (RU) Витебская область     | Vicebsk   | 1 081 911          | 40 049           |
|                |        | Minsk (BE) Мінск (RU) Минск                                           | -         | 1 992 862          | 305              |